# Marcel Pelgrim
Marcel Pelgrim (* 25. Januar 1977) ist ein ehemaliger deutscher Fußballschiedsrichter.

## Karriere
Pelgrim war DFB-Schiedsrichter von 2004 bis 2025 und pfiff für den Grün-Weiß Lankern. 2007 stieg er als Schiedsrichterassistent in die 2. Bundesliga, 2010 in die Fußball-Bundesliga auf.
Am 21. Mai 2016 wurde er im DFB-Pokalfinale zwischen dem FC Bayern München und Borussia Dortmund im Team um Hauptschiedsrichter Marco Fritz eingesetzt.
Nach der Saison 2024/25 beendete er seine aktive Karriere. Er begleitete 230 Spiele in der Bundesliga und 156 Spiele in der 2. Bundesliga als Linienrichter.

## Privates
Pelgrim stammt ursprünglich aus Bocholt und wohnt seit 2021 im Lechtal in Österreich. Er arbeitet in der Lebensmittelbranche.